# Матросские
Матро́сские — группа из двух островов в центральной части архипелага Северная Земля (Россия). Административно относятся к Таймырскому Долгано-Ненецкому району Красноярского края.
Расположены на расстоянии 1,2 километра к востоку от центральной части острова Найдёныш.
Состоят из двух островов приблизительно одинакового размера. Северо-восточный остров имеет неровную овальную форму длиной около 600 метров и высотой до 7 метров в центральной части; юго-западный — почти километр в длину и до 650 в ширину, наивысшая точка — 4 метра. Озёр и рек на островах нет. Отдельных названий не имеют.